# EFL Championship
A English Football League Championship (em português:  Campeonato da Liga de Futebol Inglesa), também conhecido simplesmente por The Championship e, para efeitos de patrocínio, Sky Bet Championship, é uma liga de futebol profissional da Inglaterra organizada pela English Football League (EFL). A EFL Championship é a segunda divisão mais elevada do sistema de ligas de futebol inglês, a seguir à Premier League, e o escalão mais elevado dentre as três ligas sob controlo da EFL.
Introduzida na temporada 2004–05 como Football League Championship, a divisão é uma reformulação da antiga Football League First Division, que em si é uma renomeação do agora extinto Football League Second Division, antes do lançamento da Premier League em 1992. O vencedor desta divisão a cada temporada recebe o troféu da EFL Championship, que foi o troféu anterior concedido aos vencedores da primeira divisão inglesa antes do lançamento da Premier League. Tal como acontece com outras divisões do futebol inglês profissional, os clubes galeses podem fazer parte desta divisão, tornando-se assim uma liga transfronteiriça.
A cada temporada, as duas equipes mais bem pontuadas do campeonato são automaticamente promovidas à Premier League. As equipes que terminam a temporada em 3º a 6º lugar entram em um torneio de playoffs, com o vencedor também ganhando a promoção para a Premier League. As três equipes de menor resultado no campeonato são rebaixadas para EFL League One.
O Barnsley passou mais temporadas nesta divisão do que qualquer outra equipe, com o Birmingham atualmente ocupando o mais longo mandato nesta divisão, tendo sido ausente pela última vez na temporada 2010–11. O Barnsley tornou-se o primeiro clube a alcançar mil vitórias na segunda divisão inglesa — na ocasião, venceram o Coventry City em casa por 2–1, no dia 3 de janeiro de 2011. Eles também se tornaram o primeiro clube a jogar 3 mil jogos na segunda divisão inglesa após outra vitória em casa por 2-1, desta vez contra o Brighton & Hove Albion em 12 de março de 2013.

## História
Na temporada 2004–05, a EFL Championship anunciou um total de público (incluindo play-offs) de 9.8 milhões, isso significava o quarto maior público da Europa, atrás da Premier League (12.88 m), La Liga (11.57m) e da Bundesliga (10.92m), mas foi batida pela Serie A (9.77m) e pela Ligue 1 (8.17m) no ajustamento dos números, pois estas competições possuem 20 clubes, enquanto a Championship tem 24 clubes.
No dia 30 de setembro de 2009 a Coca-Cola anunciou o patrocínio da English Football League, que terminaria naquela mesma temporada. Em 16 de março de 2010, a Npower anunciou que seria a nova patrocinadora das competições da entidade, e levaria o nome nas competições (Npower Championship, Npower League One e Npower League Two), como também aconteceu com a Coca-Cola.

## Lista de campeões

### Campeões, vice-campeões e finalistas dos play-offs da Championship
| Temporada | Campeão             | Pontos | Vice-campeão           | Pontos | Promovido como campeão dos Play-off | Vice-campeão dos Play-off | Fonte(s) |
| --------- | ------------------- | ------ | ---------------------- | ------ | ----------------------------------- | ------------------------- | -------- |
| 2004–05   | Sunderland          | 94     | Wigan                  | 87     | West Ham                            | Preston North End         |          |
| 2005–06   | Reading             | 106    | Sheffield United       | 90     | Watford                             | Leeds United              |          |
| 2006–07   | Sunderland (2)      | 88     | Birmingham             | 86     | Derby County                        | West Bromwich             |          |
| 2007–08   | West Bromwich       | 81     | Stoke City             | 79     | Hull City                           | Bristol                   |          |
| 2008–09   | Wolverhampton       | 90     | Birmingham             | 83     | Burnley                             | Sheffield United          |          |
| 2009–10   | Newcastle           | 102    | West Bromwich          | 91     | Blackpool                           | Cardiff City              |          |
| 2010–11   | Queens Park Rangers | 88     | Norwich                | 84     | Swansea                             | Reading                   |          |
| 2011–12   | Reading (2)         | 89     | Southampton            | 88     | West Ham United                     | Blackpool                 |          |
| 2012–13   | Cardiff City        | 87     | Hull City              | 79     | Crystal Palace                      | Watford                   |          |
| 2013–14   | Leicester           | 102    | Burnley                | 93     | Queens Park Rangers                 | Derby County              |          |
| 2014–15   | Bournemouth         | 90     | Watford                | 89     | Norwich                             | Middlesbrough             |          |
| 2015–16   | Burnley             | 93     | Middlesbrough          | 89     | Hull City                           | Sheffield Wednesday       |          |
| 2016–17   | Newcastle (2)       | 94     | Brighton & Hove Albion | 93     | Huddersfield Town                   | Reading                   |          |
| 2017–18   | Wolverhampton (2)   | 99     | Cardiff City           | 90     | Fulham                              | Aston Villa               |          |
| 2018–19   | Norwich             | 94     | Sheffield United       | 89     | Aston Villa                         | Derby County              |          |
| 2019–20   | Leeds United        | 93     | West Bromwich          | 83     | Fulham                              | Brentford                 |          |
| 2020–21   | Norwich (2)         | 97     | Watford                | 91     | Brentford                           | Swansea City              |          |
| 2021–22   | Fulham              | 90     | Bournemouth            | 88     | Nottingham Forest                   | Huddersfield Town         |          |
| 2022–23   | Burnley (2)         | 101    | Sheffield United       | 91     | Luton Town                          | Coventry City             |          |
| 2023–24   | Leicester           | 97     | Ipswich Town           | 96     | Southampton                         | Leeds United              |          |
| 2024–25   | Leeds United        | 100    | Burnley                | 100    | Sunderland                          | Sheffield United          |          |

## Artilheiros
| Temporada | Jogador             | Clube                         | Gols |
| --------- | ------------------- | ----------------------------- | ---- |
| 2004–05   | Nathan Ellington    | Wigan                         | 24   |
| 2005–06   | Marlon King         | Watford                       | 21   |
| 2006–07   | Jamie Cureton       | Colchester United             | 23   |
| 2007–08   | Sylvan Ebanks-Blake | Plymouth Argyle Wolverhampton | 23   |
| 2008–09   | Sylvan Ebanks-Blake | Wolverhampton                 | 25   |
| 2009–10   | Peter Whittingham   | Cardiff City                  | 21   |
| 2010–11   | Danny Graham        | Watford                       | 24   |
| 2011–12   | Rickie Lambert      | Southampton                   | 27   |
| 2012–13   | Glenn Murray        | Crystal Palace                | 30   |
| 2013–14   | Ross McCormack      | Leeds United                  | 29   |
| 2014–15   | Daryl Murphy        | Ipswich Town                  | 27   |
| 2015–16   | Andre Gray          | Burnley                       | 25   |
| 2016–17   | Chris Wood          | Leeds United                  | 27   |
| 2017–18   | Matěj Vydra         | Derby County                  | 21   |
| 2018–19   | Teemu Pukki         | Norwich                       | 29   |
| 2019–20   | Aleksandar Mitrović | Fulham                        | 26   |
| 2020–21   | Ivan Toney          | Brentford                     | 33   |
| 2021–22   | Aleksandar Mitrović | Fulham                        | 43   |
| 2022–23   | Chuba Akpom         | Middlesbrough                 | 28   |
| 2023–24   | Sammi Szmodics      | Blackburn Rovers              | 27   |